# 半腱様筋
半腱様筋（はんけんようきん、semitendinosus ）は人間の下肢の筋肉。
坐骨結節で大腿二頭筋と総頭をつくってから起こり、両頭は合して二頭筋となって、脛骨粗面内側に行き、そこで浅鵞足をつくり薄筋ならびに縫工筋と共に終わる。
支配神経は脛骨神経(L5～S2)である。
非荷重位での作用として、股関節の伸展、膝関節の屈曲・内旋を行う。
大腿二頭筋、半膜様筋、半腱様筋の3つの下肢後面にある筋を合わせてハムストリングという（この他に大内転筋を含むこともある）。